# Stacie Passon
Stacie Passon (Detroit, 1º ottobre 1969) è una regista, sceneggiatrice e produttrice televisiva statunitense.

## Biografia
Nel 2013 Stacie Passon ha presentato il film Concussion al Sundance Film Festival, con il quale ha poi vinto il Teddy Award al Festival internazionale del cinema di Berlino. La pellicola le ha inoltre conferito un GLAAD Media Award e una candidatura ai Gotham Independent Film Awards e agli Independent Spirit Awardsmiglior film d'esordio. Nel 2018 ha diretto Mistero al castello Blackwood, adattamento del romanzo di Shirley Jackson Abbiamo sempre vissuto nel castello.

## Filmografia

### Regista
- Concussion (2013)
- Transparent - serie TV, episodi 2x05-3x05 (2015-2016)
- The Last Tycoon - serie TV, episodio 1x06 (2017)
- Halt and Catch Fire - serie TV, episodio 4x04 (2017)
- The Path - serie TV, episodi 3x05-3x06 (2018)
- Billions - serie TV, episodio 3x09 (2018)
- Mistero al castello Blackwood (We Have Always Lived in the Castle) (2018)
- The Affair - Una relazione pericolosa (The Affair) – serie TV, episodio 4x06 (2018)
- House of Cards - Gli intrighi del potere (House of Cards) - serie TV, episodio 6x03 (2018)
- The Punisher - serie TV, episodio 2x05 (2019)
- American Gods - serie TV, episodio 2x04 (2019)
- The Society - serie TV, episodio 1x04 (2019)
- Tales of the City - miniserie TV, puntate 5-6 (2019)
- Little Birds – miniserie TV, 6 puntate (2020)
- Dickinson - serie TV, 4 episodi (2019-2021)
- The Serpent Queen – serie TV, 4 episodi (2022)
- Hello Tomorrow! – serie TV, episodi 1x09-1x10 (2023)
- Le piccole cose della vita (Tiny Beautiful Things) – miniserie TV, puntate 5-6 (2023)

### Sceneggiatrice
- Concussion (2013)

### Produttrice
- Women Who Kill, regia di Ingrid Jungermann (2016)
- The Serpent Queen – serie TV, 8 episodi (2022)